# Ruta Estatal de California 299
La Ruta Estatal de California 299, abreviada SR 299 (en inglés: California State Route 299) es una carretera estatal estadounidense ubicada en el estado de California. La carretera inicia en el Oeste desde la US 101     en Arcata en sentido Este hasta finalizar en la SR 8A  hacia Vya. La carretera tiene una longitud de 492,1 km (305.777 mi).

## Mantenimiento
Al igual que las autopistas interestatales, y las rutas federales y el resto de carreteras estatales, la Ruta Estatal de California 299 es administrada y mantenida por el Departamento de Transporte de California por sus siglas en inglés Caltrans.

## Cruces
La Ruta Estatal de California 299 es atravesada principalmente por los siguientes cruces:

 SR 96  en Willow Creek
 SR 3  en Weaverville
 I 5  en Redding
 US 395  en Alturas